# Brīvības iela (Riga)
Pour les articles homonymes, voir Brīvības iela.

La rue de la Liberté (letton : Brīvības iela) est une rue à Rīga en Lettonie,.

## Présentation
La Brīvības iela est la rue principale de Riga, qui traverse le quartier Central. 
Elle traverse les districts : Central, Brasa,  Grīziņkalns.
Brīvības iela est divisée en trois parties :
- Brīvības bulvāris est le nom de la partie située entre le Monument de la Liberté et  Elizabetes iela (572 m) ;
- Brīvības iela depuis Elizabetes iela jusqu'au pont de Gaisa (lv) (3 049 m) ;
- Brīvības gatve depuis le pont de Gaisa jusqu'à la frontière de la ville (8 450 m).

Ainsi, la longueur totale de la rue est de plus de 12 kilomètres, elle mène de la vieille ville (Vecrīga) à travers toute la rive droite de Riga jusqu'à la frontière de la ville (après Berģi, un peu plus loin que le musée ethnographique en plein air).

## Histoire
La rue était la première partie d'une importante route commerciale - la route reliant la région de Vidzeme (sud de la Livonie suédoise) et à la ville russe de Pskov. 
L'axe commencait avec ce qui est aujourd'hui Smilšu iela et traversait la banlieue de Riga. 
L'entrée de la ville, à côté de la Tour Poudrière, était à l'origine l'entrée principale de Riga depuis la campagne. Au fur et à mesure que la ville s'agrandissait, les portes de la ville se déplaçaient davantage vers l'est et la rue s'étendait davantage.
À la fin du XIXe siècle et au début du XXe siècle , divers bâtiments Art nouveau ont été érigés en bordure de l'actuelle Brīvības iela.
Tout au long de son histoire, la rue et ses trois parties principales ont été connues sous le nom de Große Sandstraße (avant 1818), Aleksandrovskaya ulitsa (Александровская улица)/Alexanderstraße (1818-1923), Brīvības gatve (1923-1942, 1944-1950), Adolf-Hitler-Straße (1942-1944) et Ļeņina iela (1950-1991).

## Transports
- Bus 	3. 6. 9. 16. 21. 50.
- Trolleybus :	4. 12. 13. 14. 16. 17. 31. 34.
- Tramway :	1

## Galerie

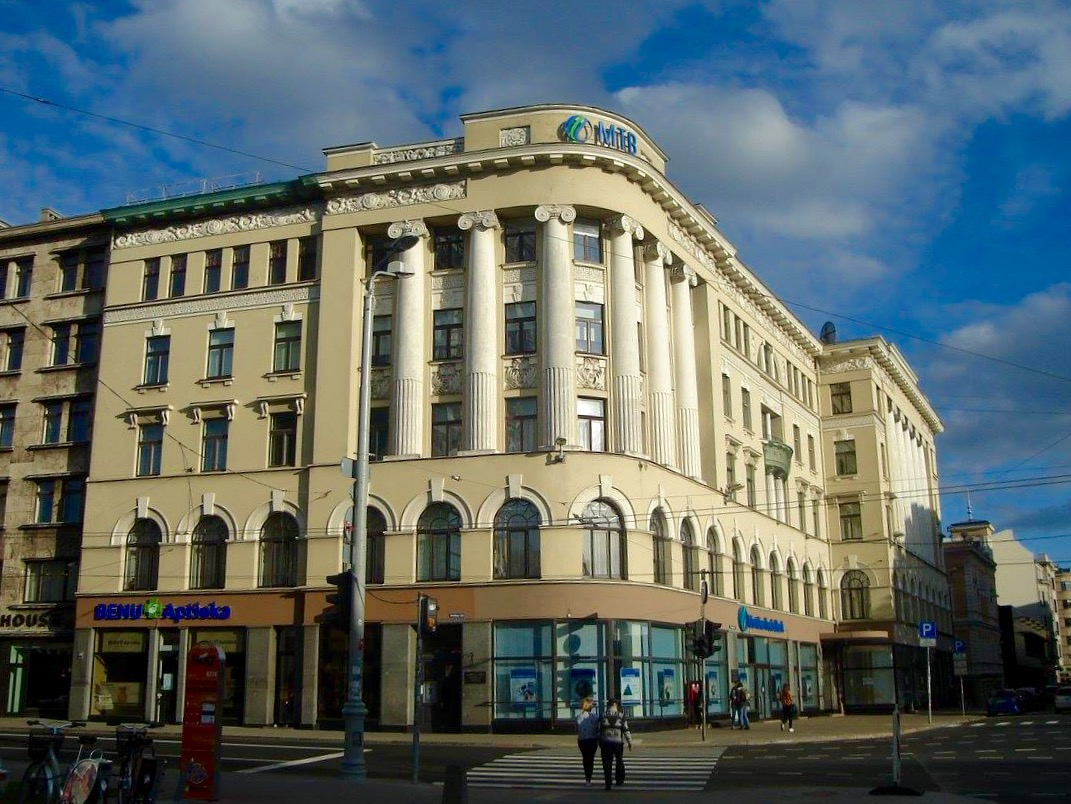
Brīvības 38
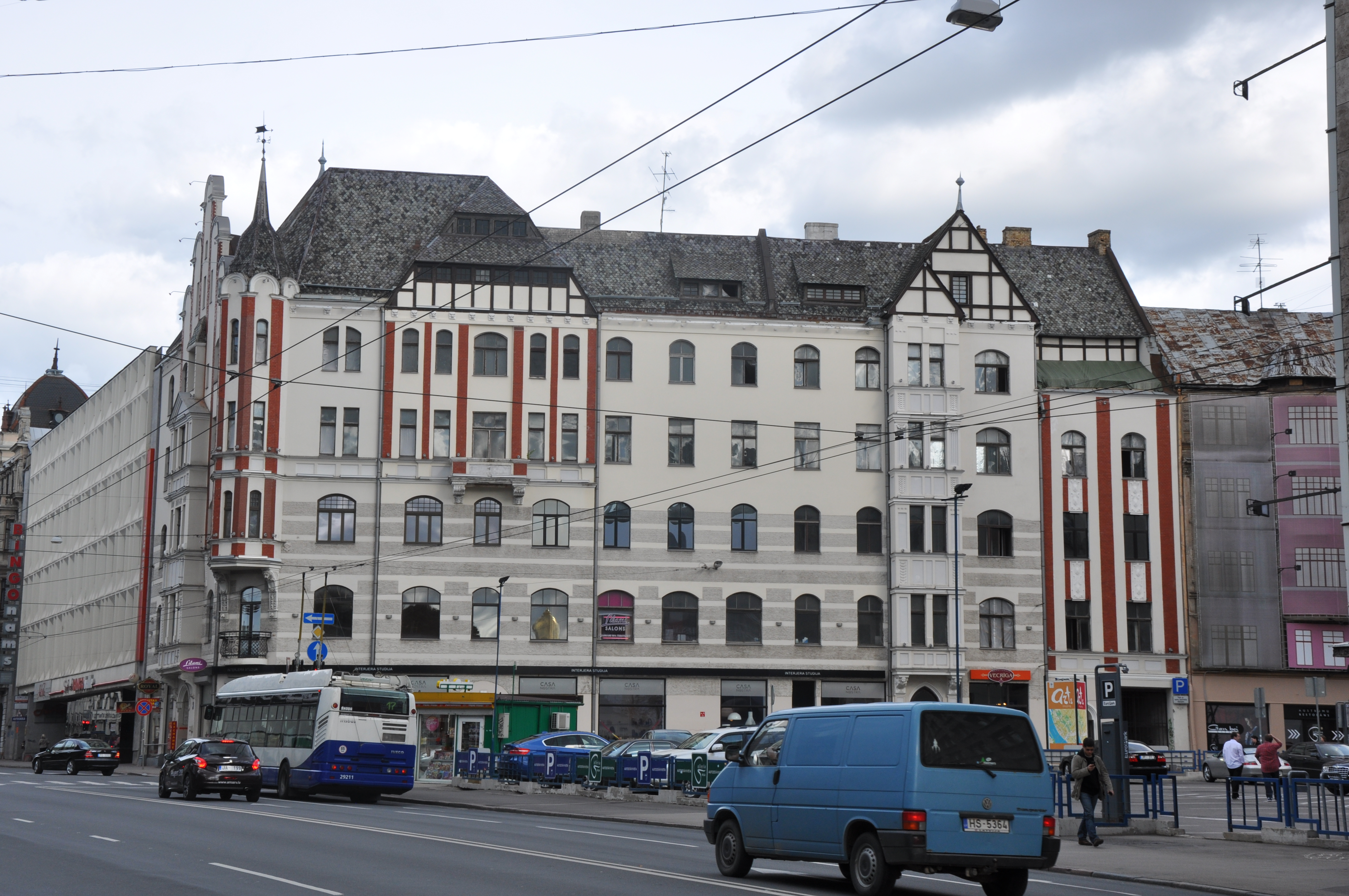
Brīvības 46.
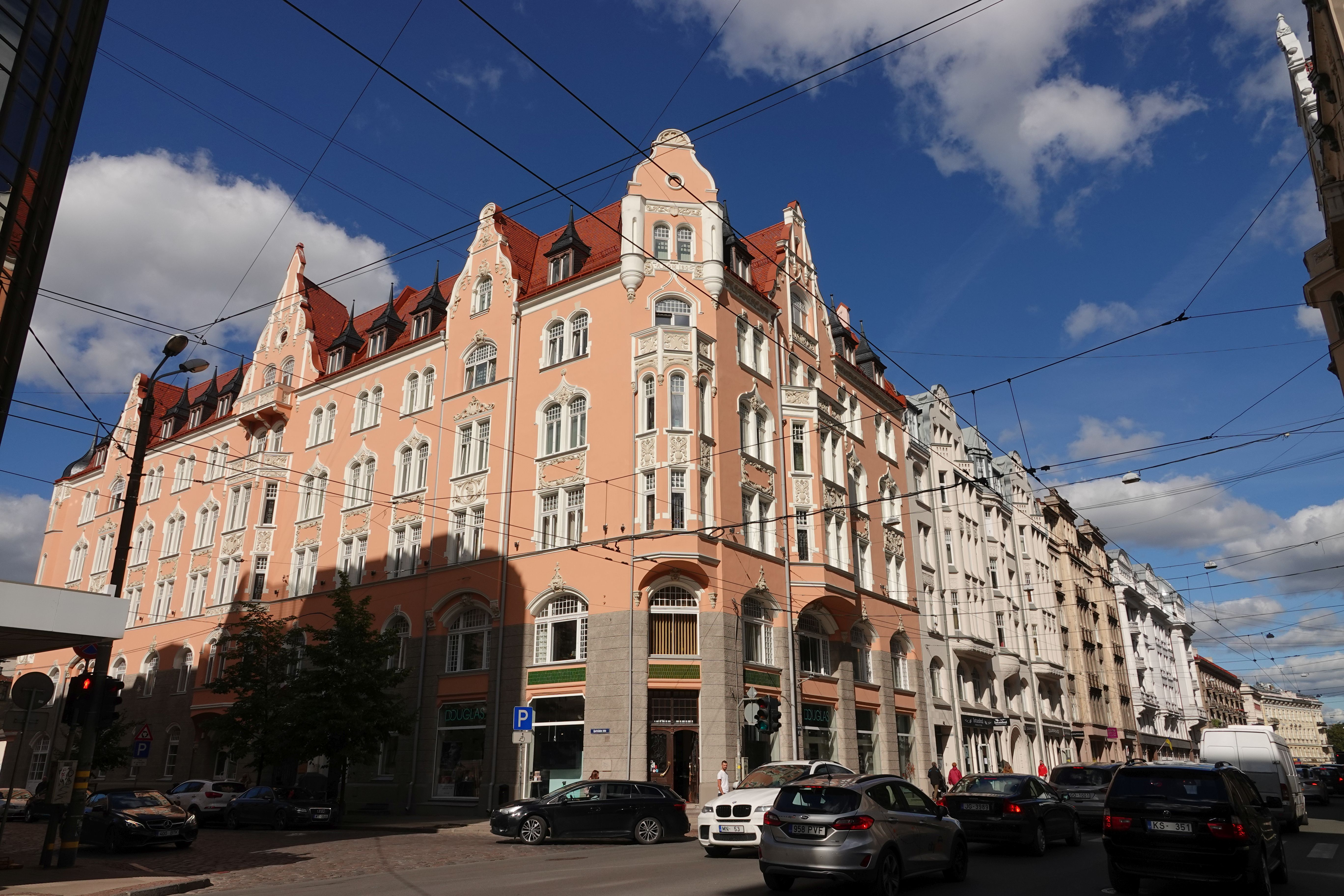
Ministère de l'Économie.
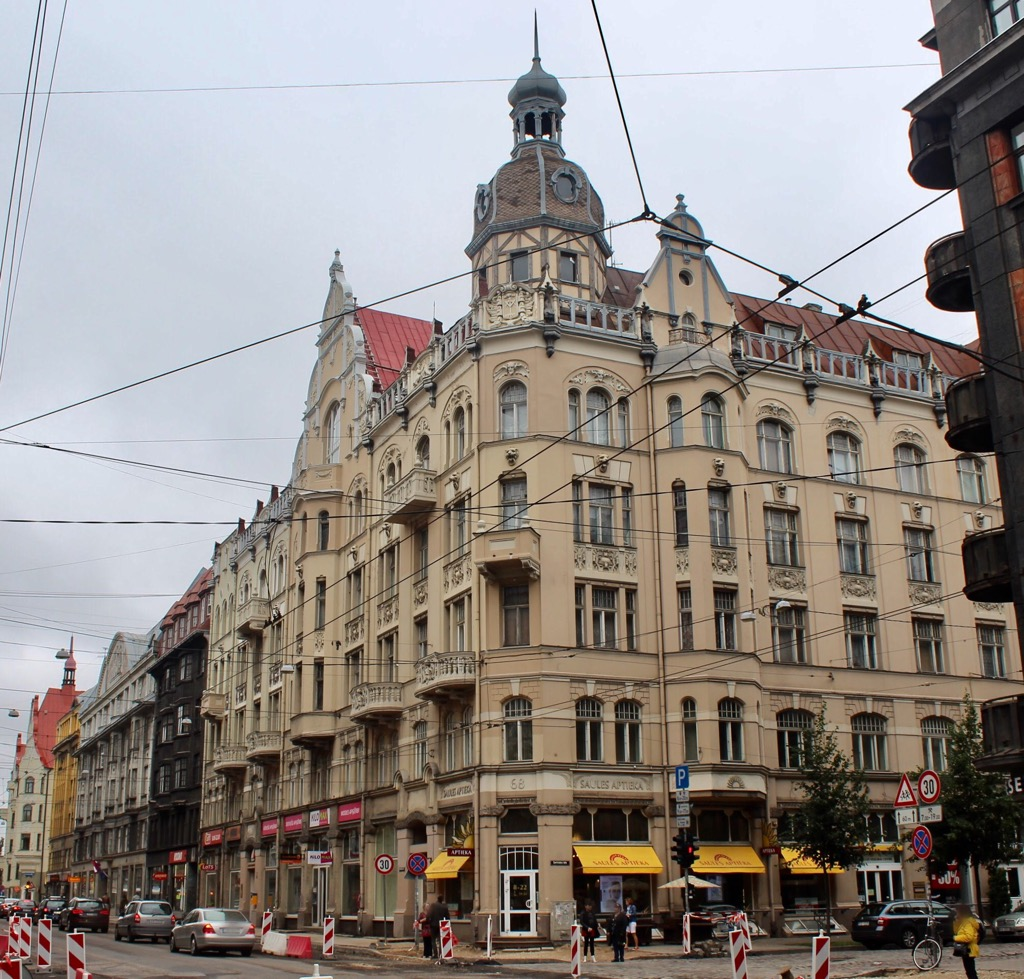
Brīvības 68.

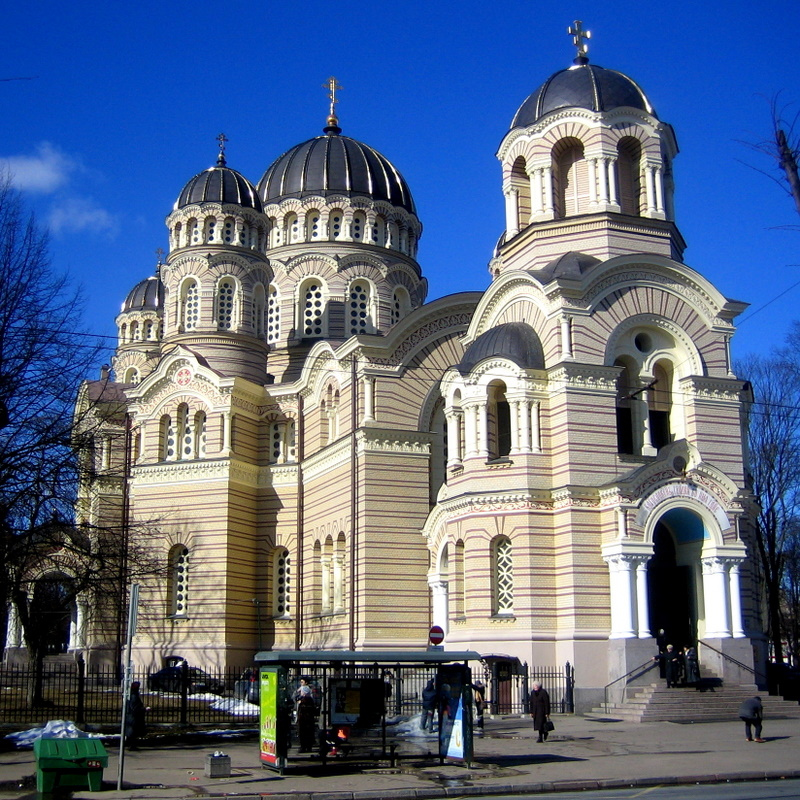
Cathédrale de la Nativité,
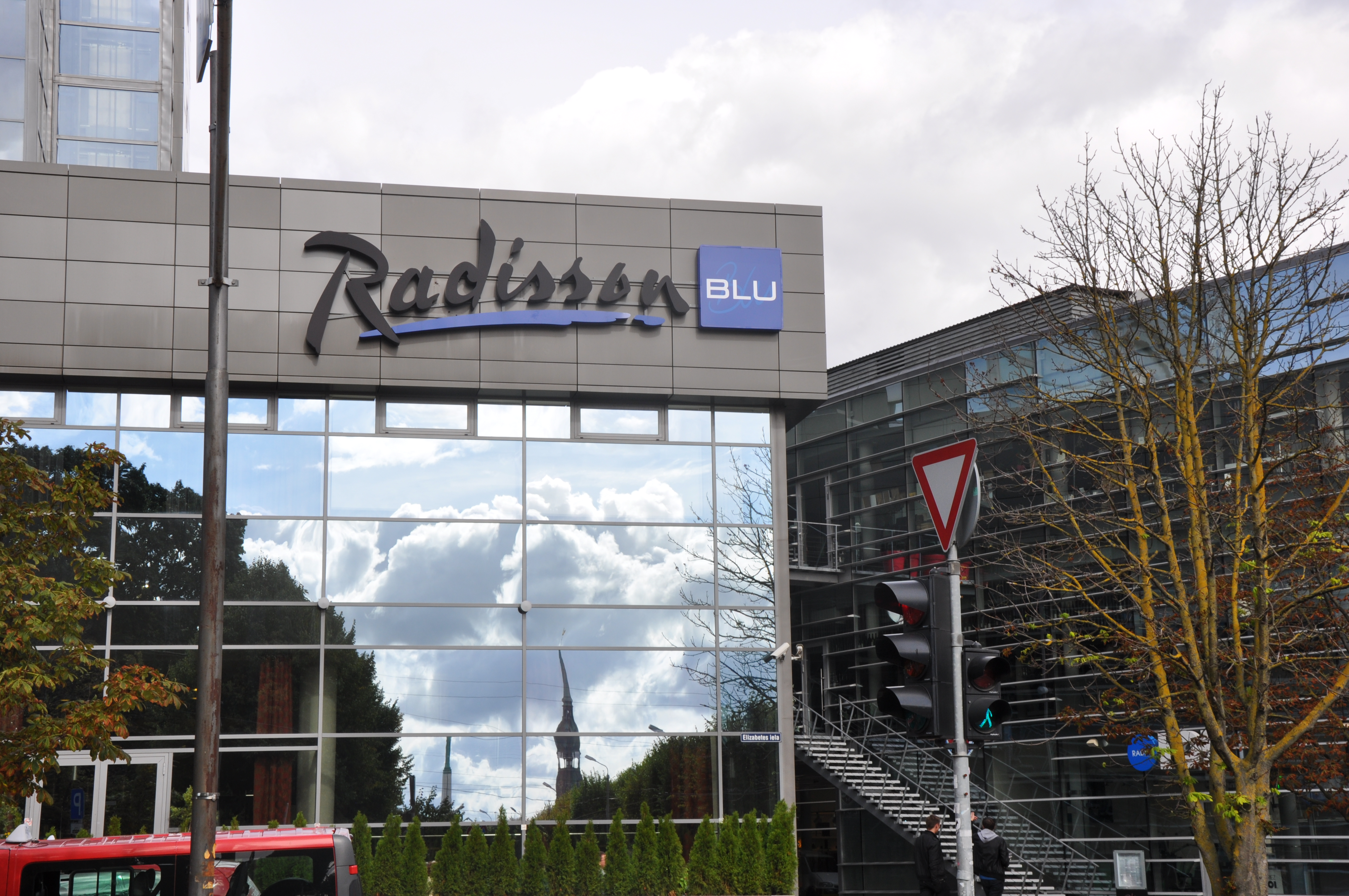
Radisson Blu Hotel Latvija
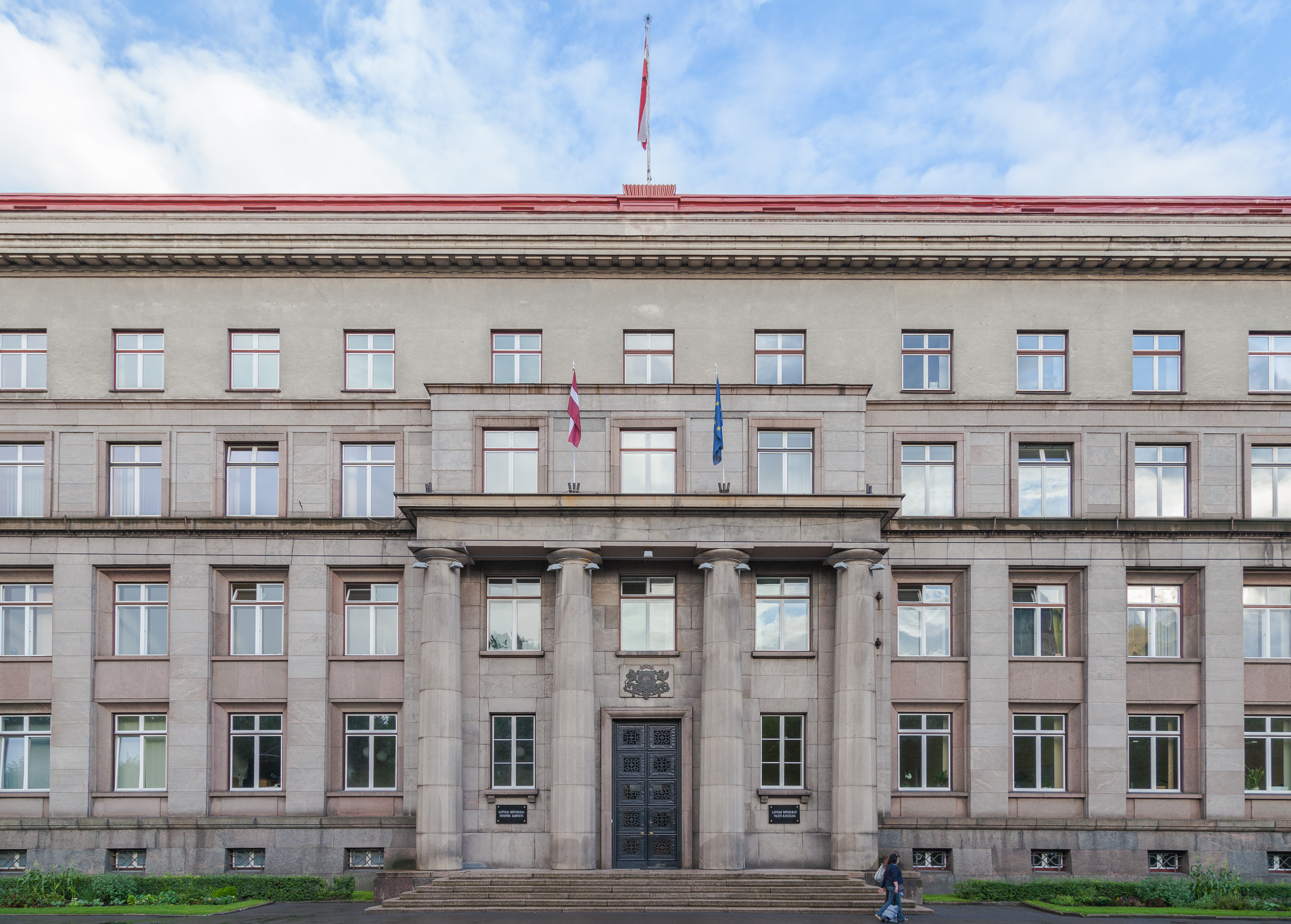
Palais de Justice.
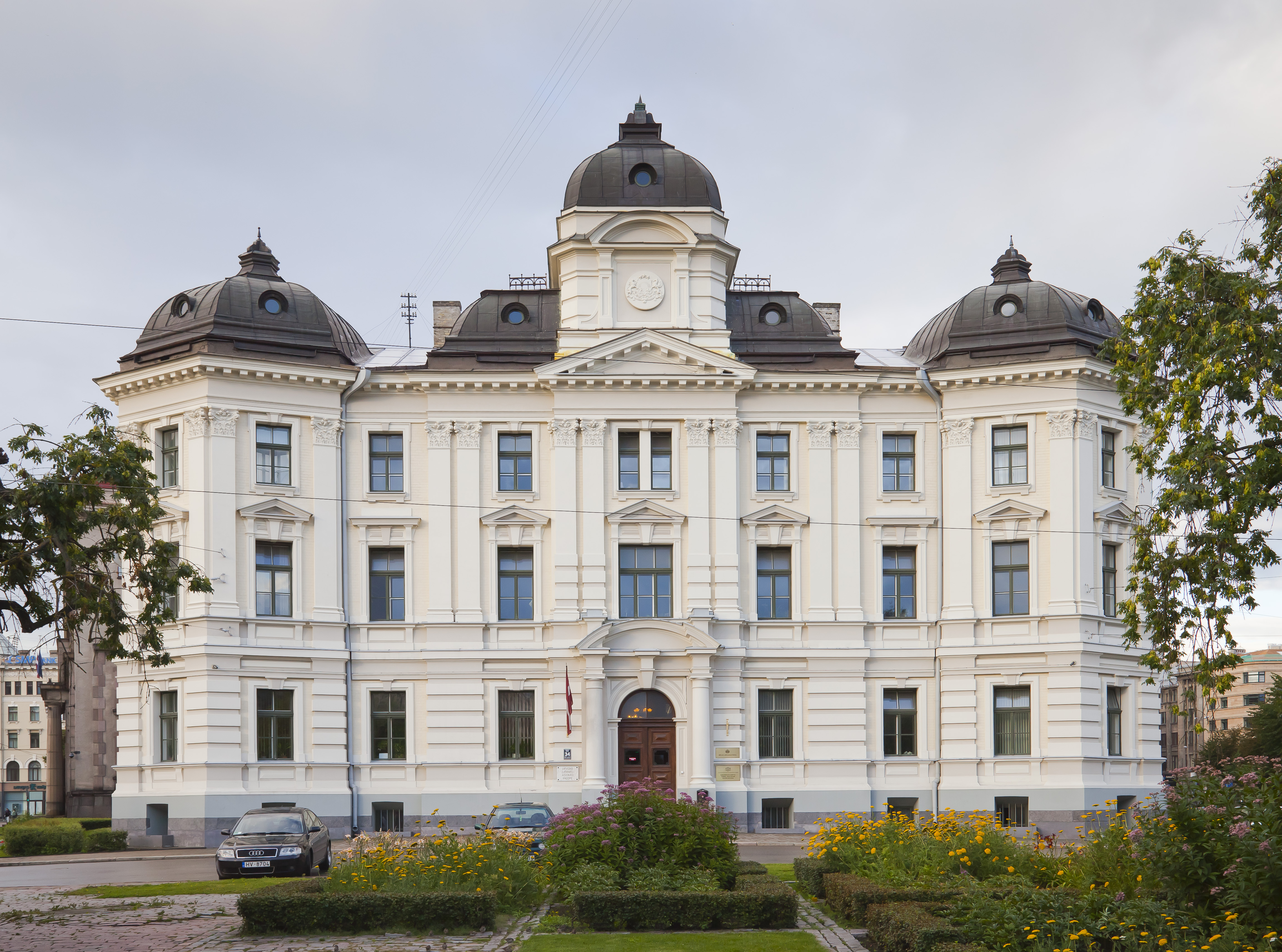
Cour régionale.